# Gare de Paneriai
 (août 2023).
Si vous disposez d'ouvrages ou d'articles de référence ou si vous connaissez des sites web de qualité traitant du thème abordé ici, merci de compléter l'article en donnant les références utiles à sa vérifiabilité et en les liant à la section « Notes et références ».
La gare de Paneriai (en lituanien : Panerių geležinkelio stotis) est une gare ferroviaire située dans le quartier Poneriai à Vilnius en Lituanie.

## Histoire
La gare est construite en 1898.

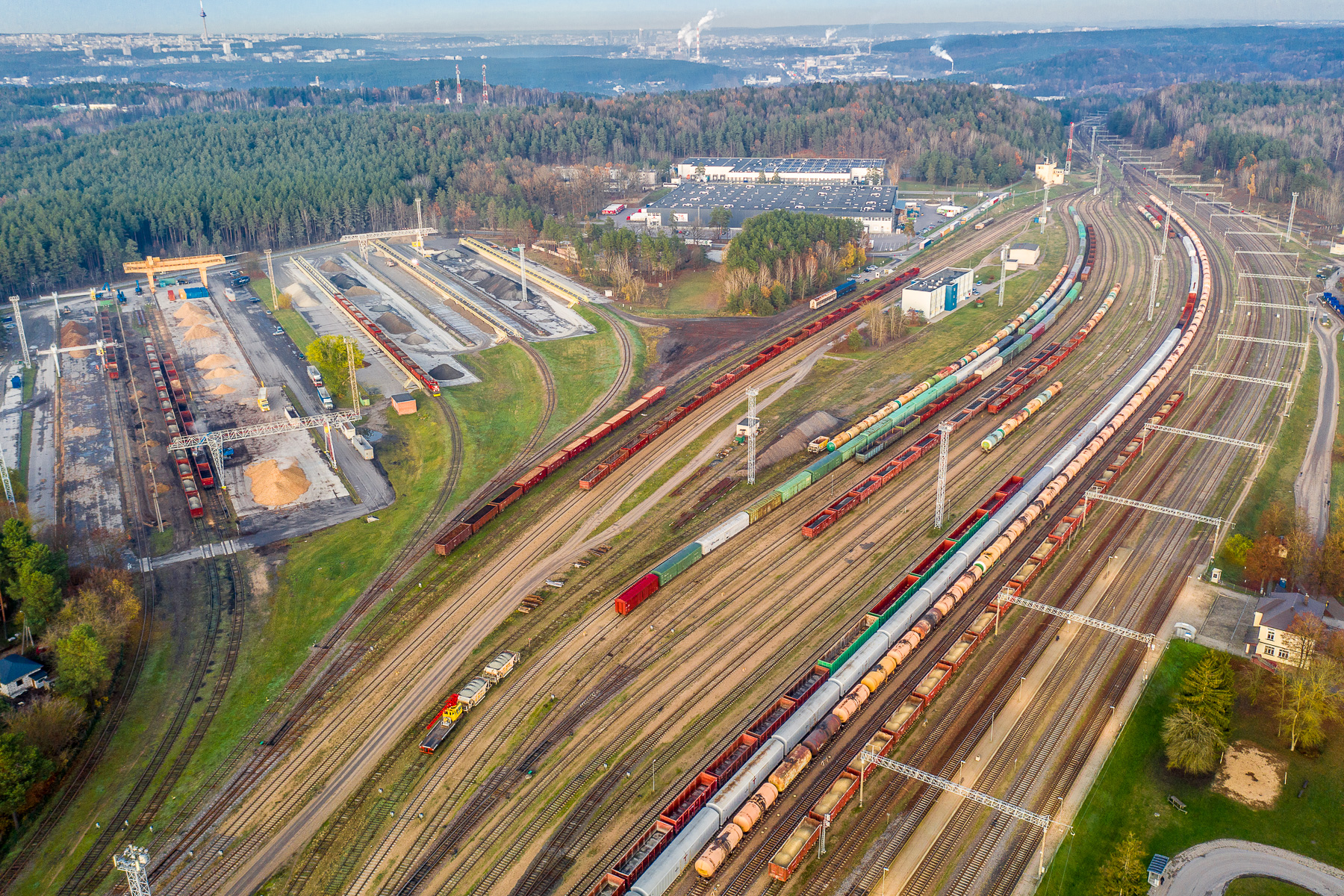
Son réseau de voies.

## Service des marchandises
Une partie de son usage a été dérivée vers la gare de Vaidotai rénovée.